# Cine ești dumneata, domnule Sorge?
Cine ești dumneata, domnule Sorge? (titlul original: în franceză Qui êtes-vous, Monsieur Sorge ?) este un film dramatic  de oproducție franco-italo-nipono-vest–german, realizat în 1961 de regizorul Yves Ciampi, protagoniști fiind actorii Thomas Holtzmann, Keiko Kishi, Mario Adorf și Nadine Basile.

Filmul tratează activitatea de spionaj a jurnalistului germano-rus Richard Sorge în perioada petrecută în Japonia între anii 1937 și 1941.

## Rezumat
Richard Sorge lucrează ca jurnalist în Japonia. Publicațiile sale regulate în Frankfurter Zeitung s-au primit cu mare entuziasm în Reich. În Japonia mimează mâna dreaptă a ambasadorului, este implicat în grupul local nazist și le face atât pe doamnele europene cât și japoneze la fel de fericite. În realitate însă, el este un spion sovietic și șeful grupului Ramsay, care transmite prin radio Moscovei informații despre ce plănuiesc partenerii axei fasciste împotriva Uniunii Sovietice.

Sorge este susținut de Hodsumi Ozaki, secretarul premierului Konoye, care îi trimite materiale din cercurile guvernamentale japoneze, de pictorul de modă Miaggy, care se folosește de legăturile sale cu armata, de francezul Serge de Branowski, corespondent al agenției Havas, și de către operatorul radio Max Clausen, care, în calitate de industriaș consacrat, a trimis rapoarte de război decisive din diferite puncte de locație în continuă schimbare.

Informațiile grupului sunt analize bine întemeiate și precise ale situației politice globale. Mesajele radio sunt monitorizate de poliția secretă, dar orice încercare de a depista grupul a fost în zadar. Cu toate acestea, cercul se stânge din ce în ce mai mult și munca devine din ce în ce mai periculoasă. La 12 octombrie 1941, cabinetul prințului Konoye a demisionat. Noul prim-ministru va fi ministrul de război Hideki Tōjō, pe 17 octombrie. Acum, ministrul justiției reconfirmat Iwamura, semnează mandatele de arestare. Pe 18 octombrie, bărbații din grupul Ramsay au fost cu toții arestați.

## Distribuție
- Thomas Holtzmann – Richard Sorge
- Keiko Kishi – Yuki Sakurai
- Mario Adorf – Max Klausen
- Shinobu Asaji – soția lui Ozaki
- Nadine Basile – Anna Klausen
- Jacques Berthier – Serge de Branowski
- Boy Gobert – Meissinger
- Kenji Hayashi – Yoshi
- Eitarô Ozawa – Fujimori
- Wilhelm Borchert – Von Ack
- Ryûji Kita – Konoe
- Rolf Kutschera – generalul Wolf
- Hans-Otto Meissner – el însuși
- Akira Yamauchi – Hidemi Ozaki
- Ingrid van Bergen – Lilly Braun
- Françoise Spira – Edith de Branowski
- Adelheid Seeck – Helma Wolf

## Aprecieri
„Într-un film de spionaj care operează o minuțioasă reconstituire a activităților rețelei din Japonia, ezitând în fața incertitudinilor sfârșitului șefului acesteia, protagonistul ne înfățișează multiplele fețe ale eroului: petrecăreț, ziarist insolent, diplomat cu prestanță, intelectual rasat, dar și neputincios soldat în complicatul mecanism al istoriei.”— Tudor Caranfil, Dicționar universal de lungmetraje cinematografice

## Literatură
- Goliakov, Serghei; Ponizovski, Vladimir, Misiune specială, Berlin-Tokio Richard Sorge, București, 1966: Editura Politică, p. 144;